# Thỏ Panon
Thỏ Panon hay thỏ Pannon trắng (Pannon White - PW) là giống thỏ trắng lai kinh tế được phát triển ở Hungary năm 1988. Giống thỏ này xuất phát từ dòng của giống thỏ New Zealand trắng và thỏ California được chọn lọc nghiêm ngặt về khả năng tăng trọng và trọng lượng trưởng thành tạo nên. Giống thỏ này cũng đã được nuôi đạt kết quả ở nhiều vùng ở Việt Nam. Thỏ Panon được Nhà nước Việt Nam công nhận là một giống vật nuôi ngoại nhập ở Việt Nam

## Tổng quan
Mục tiêu của sáng tạo này là tạo ra một cuộc chạy đua về vỗ béo giống thỏ, trong đó sẽ có những đặc điểm vỗ béo tốt nhất. Chuyển đổi tốt thức ăn, một tỷ lệ tốt của thai kỳ, số lượng tốt của thỏ non ở mỗi lứa cũng như năng suất cao của thịt thỏ. Thỏ giống đạt 2,5 đến 3 kg trọng lượng trong ba tháng. Sản lượng thịt là 60% - 62% (tỷ lệ xẻ thịt). Thỏ Panon cũng giống như thỏ New Zealand nhưng tăng trọng cao hơn. Trọng lượng khi trưởng thành đạt 5,5-6,2 kg/con.
Đặc điểm của giống thỏ này là màu trắng, đôi tai tương đối nhỏ và da mỏng. Những con thỏ cái có tỷ lệ mang thai rất tốt có thể cho ra đời 8-10 thỏ con, đôi khi thậm chí nhiều hơn. Thỏ con đang tiến triển tốt nếu họ ăn được cung cấp thực phẩm và sau ba tháng chúng đã sẵn sàng cho làm thịt. Trọng lượng của một con thỏ trưởng thành là 4,5 – 5 kg. Những nhà nuôi thỏ đã lai chéo thỏ Panon trắng và thỏ California để tạo giống thỏ có ngoại hình đẹp hơn của những con thỏ với vỗ béo đạt yêu cầu và đặc điểm sinh sản.
Lịch sử nhân khẩu học, tình trạng hiện tại, và hiệu quả của các chiến lược giao phối được phân tích bằng cách sử dụng phả hệ của Pannon Trắng (PW) thỏ sinh ra giữa năm 1992 và 2007. Tích lũy tiềm năng tác động có hại và mất đa dạng di truyền cũng được xem xét. Tính toán và dự toán đã được thực hiện thường xuyên nhất cho thỏ sinh ra trong năm 2007, trong khi dân số tham khảo khác (REFPOPXXXX) đã được xác định một cách rõ ràng. Mặc dù các chương trình giao phối tròn áp dụng là thường có hiệu quả, giảm tích lũy lớn trong đa dạng di truyền cho thấy sự cần thiết phải sửa đổi và cải thiện các chiến lược chăn nuôi hiện nay.

## Chăn nuôi
Khi cho thỏ ăn không được lạm dụng thức ăn tinh vì thỏ sẽ dễ bị mắc bệnh về đường tiêu hóa dẫn đến chết. Tuy kháng bệnh khá tốt nhưng thỏ cũng bị mắc một số bệnh như bại huyết, ghẻ, cầu trùng, viêm ruột, nấm… Để phòng dịch bệnh, người chăn nuôi thỏ cần vệ sinh chuồng trại sạch sẽ, tiêm vắc-xin định kỳ 6 tháng/lần, cho ăn thức ăn sạch sẽ, không bị nấm mốc, cho ăn đủ lượng thức ăn thô xanh, uống nước hợp vệ sinh…Mỗi ngày thỏ ăn từ 0,7–1 kg cỏ, 120g cám. Cho thỏ uống nước sạch đầy đủ và cho ăn nhiều cỏ khô hàng ngày.
Những loại rau cỏ màu xanh lục đậm và nhiều lá như rau diếp, cải, cây mù tạt, bắp cải xanh, cây cải xoăn, rau mùi tây, cây bồ công anh và cây húng quế... rất tốt cho thỏ. Khi bắt đầu cho thỏ ăn rau cỏ, nên cho chúng ăn kém với cỏ đuôi mèo hay yến mạch hàng ngày. Khi lựa chọn những thức ăn bán sẵn, nên chọn những món không có hạt vì hạt chứa nhiều chất béo hơn so với chất béo mà thỏ có thể dễ dàng chuyển hóa, gây ra những vấn đề về sức khỏe như gan nhiễm mỡ. Hạt thường được dùng làm thức ăn cho loài gặm nhấm, vì thỏ không thuộc loài gặm nhắm nên lại thức ăn này cần phải tránh.